# Adesmia coquimbensis
Adesmia coquimbensis es una especie de planta floral del género Adesmia, categorizada en la tribu Dalbergieae, de la subfamilia Faboideae.

## Distribución
Especie nativa de Chile. Crece en el bioma subtropical.

## Taxonomía
Fue descrita por Burkart y publicada en Darwiniana 14: 215 (1966).